# Jay-David Mbalanda
Jay-David Mbalanda Nziang (3 mei 2007) is een Frans voetballer die onder contract ligt bij STVV.

## Clubcarrière
Mbalanda groeide op in Parijs, waar hij begon met voetballen bij Red Star FC. Toen zijn vader overleed, verhuisde Mbalanda naar België, waar hij bij zijn voogd in Hasselt introk. De Fransman ging testen bij Sporting Hasselt en sloot zich aan bij de club, alvorens in 2022 de overstap te maken naar STVV.
In het seizoen 2024/25 kwam Mbalanda met STVV Youth, het beloftenelftal van STVV, uit in de Tweede afdeling. Op 7 december 2024 maakte de aanvaller zijn officiële debuut voor het eerste elftal van de club: in de competitiewedstrijd tegen KAA Gent (2-0-nederlaag) liet trainer Felice Mazzu hem een paar minuten voor het einde van de regliere speeltijd invallen.

## Clubstatistieken
| Seizoen         | Club            | Land            | Competitie           | Competitie | Competitie | Beker | Beker | Supercup | Supercup | Europees | Europees | Totaal | Totaal |
| Seizoen         | Club            | Land            | Competitie           | Wed.       | Dlp.       | Wed.  | Dlp.  | Wed.     | Dlp.     | Wed.     | Dlp.     | Wed.   | Dlp.   |
| --------------- | --------------- | --------------- | -------------------- | ---------- | ---------- | ----- | ----- | -------- | -------- | -------- | -------- | ------ | ------ |
| 2024/25         | STVV Youth      | Vlag van België | Tweede afdeling VV B | 19         | 3          | —     | —     | —        | —        | —        | —        | 19     | 3      |
| 2024/25         | STVV            | Vlag van België | Eerste klasse A      | 4          | 0          | 1     | 0     | —        | —        | —        | —        | 5      | 0      |
| 2025/26         | STVV            | Vlag van België | Eerste klasse A      | 1          | 0          | 0     | 0     | —        | —        | —        | —        | 1      | 0      |
| Carrière totaal | Carrière totaal | Carrière totaal | Carrière totaal      | 24         | 3          | 1     | 0     | 0        | 0        | 0        | 0        | 25     | 3      |

Bijgewerkt op 9 augustus 2025.